# جائزة بريطانيا الكبرى 2001
جائزة بريطانيا الكبرى 2001 (بالإنجليزية: 2001 British Grand Prix)‏ هو سباق فورمولا 1 أقيم بتاريخ 15 يوليو 2001 في سيلفرستون، إنجلترا. كان الحادي عشر من أصل 17 في بطولة العالم لسباقات الفورمولا واحد موسم 2001. حلّ الفنلندي ميكا هاكينن أولا بينما جاء الألماني مايكل شوماخر في المركز الثاني وحصل على المركز الثالث البرازيلي روبنز باركيلو.